# Bandaliés
Bandaliés es una localidad de la comarca Hoya de Huesca, que pertenece al municipio de Loporzano en la provincia de Huesca, España. Situado al extremo de una llanura, su distancia a Huesca es de 9 km.

## Geografía humana

### Demografía
| Gráfica de evolución demográfica de Bandaliés entre 1842 y 1960 |
| |
| Población de derecho según los censos de población del INE Población de hecho según los censos de población del INEEntre el censo de 1970 y el anterior, este municipio desaparece porque se integra en el municipio 22150 (Loporzano) |

| 1970 | 2000 | 2001 | 2002 | 2003 | 2004 |
| ---- | ---- | ---- | ---- | ---- | ---- |
| 41   | 37   | 37   | 38   | 40   | 40   |

## Historia
De los señoríos del lugar se mencionan: en noviembre de 1134 el rey Ramiro II de Aragón dio Bandaliés a Pedro Maza. El 7 de septiembre de 1180 Pedro Maza y su cuñada Urraca se repartieron por medio la villa de Bandaliés. En 1298 era de Elvira Ramírez. En 1375 era de la abadesa de Casbas. En 1414 era del monasterio de Casbas.
Testimonio de su rico pasado alfarero es el museo dedicado a la producción cerámica de los últimos siglos e inaugurado en 1982.

## Monumentos
- Parroquia dedicada a Santa María
- Ermita de San Pedro mártir